# Хуажун (Юэян)
Хуажу́н (кит. упр. 华容, пиньинь Huáróng) — уезд городского округа Юэян провинции Хунань (КНР).

## История
В эпоху Троецарствия, когда эти места входили в состав государства У, здесь в 229 году был создан уезд Наньань (南安县). Во времена южной империи Сун он был в 442 году переименован в Аньнань (安南县), а при империи Суй в 598 году — в Хуажун.
После образования КНР в 1949 году был создан Специальный район Чанфэн (常灃专区), и уезд вошёл в его состав. В 1950 году Специальный район Чанфэн был переименован в Специальный район Чандэ (常德专区). В 1962 году был создан Специальный район Иян (益阳专区), и уезд был передан в его состав.
В 1964 году был образован Специальный район Юэян (岳阳专区), и уезд перешёл в его состав. В 1970 году Специальный район Юэян был переименован в Округ Юэян (岳阳地区).
Постановлением Госсовета КНР от 8 февраля 1983 года округ Юэян был расформирован, и уезд перешёл в подчинение властям города Юэян, но уже 13 июля 1983 года ситуация была отыграна обратно.
Постановлением Госсовета КНР от 27 января 1986 года город Юэян и округ Юэян были объединены в городской округ Юэян.

## Административное деление
Уезд делится на 12 посёлков и 2 волости.